# 맥스웰 (음악가)
제럴드 맥스웰 리베라(Gerald Maxwell Rivera, 1973년 5월 23일 ~ )는 예명 맥스웰(Maxwell)로 잘 알려진 미국의 싱어송라이터이다.

## 같이 보기
- 네오 소울